# Suzanne Pacaud
Pour les articles homonymes, voir Pacaud.
Suzanne Pacaud, née Suzanne Bier-Korngold à Cracovie le 8 octobre 1902 et morte en 1988, est une psychologue et universitaire française. Elle est connue comme pionnière de la psychologie du travail et de l'ergonomie françaises.

## Biographie
Elle est née à Cracovie en 1902 dans une famille juive polonaise. Elle étudie à l'université de Cracovie où elle obtient un doctorat en philosophie. Elle poursuit ses études à Paris où elle obtient une licence en sciences. Elle travaille au sein du laboratoire de psychologie appliquée dirigé par Jean-Maurice Lahy, à l'École des hautes études en sciences sociales. Elle est également enseignante à l'Institut de psychologie.
Les méthodes d'enquête participative qu'elle met en œuvre dans le cadre de son analyse du travail des téléphonistes SNCF marquent profondément Alain Wisner, qui deviendra l'un des pères fondateurs de l'ergonomie francophone,.
Ses sujets de recherche portent sur la psychologie du travail, la gérontologie, l'ergonomie et la psychomotricité. À partir de 1967, elle est professeure de psychologie à l'université de Paris. Elle est présidente de la Société française de psychologie. Elle est également vice-présidente de la Société d'ergonomie de langue française et la Société française de gérontologie. Elle est membre du comité de rédaction de la revue Le Travail humain.

## Publications
- La Sélection professionnelle, Presses universitaires de France, 180 p.,1959
- Attitudes, comportements, opinions des personnes âgées dans le cadre de la famille moderne, Paris, Centre national de la recherche scientifique, 147 p., 1969
- Promptitude mentale et psychomotrice, Clamart, Éditions scientifiques et psychotechniques, 1951